# Осиновка (Егоровский сельсовет)
Осиновка — деревня в составе Егоровского сельсовета в Воскресенском районе Нижегородской области.

## География
Находится у речки Висец в правобережье Ветлуги на расстоянии примерно 23 километра по прямой на юг-юго-восток от районного центра поселка  Воскресенское.

## История
Деревня известна с 1771 года, когда в ней упоминалось 13 дворов и владелец М.Г.Собакин. Входила в Макарьевский уезд Нижегородской губернии. В течение XIX века владельцами деревни были последовательно также А.Н.Немчинова, К.Н.Шепочкин и Кодратьева-Барбашева. В 1859 году был 31 двор и 173 жителя. В 1911 году учтено 50 дворов. В деревне были развиты промыслы: изготовление валенков и выпекание кренделей. В советский период работали колхозы «Советская деревня» и «Путь к новой жизни».

## Население
Постоянное население составляло 122 человека (русские 97%) в 2002 году, 80 в 2010 году .